# 罗杰·多特里
罗杰·哈里·多特里爵士，（1944年3月1日—）是一位英国音乐人，在1960年代中期以谁人乐队的创始人及主唱身份成名。1973年，他开启了自己的单飞生涯，但依旧留在乐队内。多特里强有力的声音和將麥克風的引線像套索一樣旋轉起來的台风使他成为了摇滚史上最具魅力的前台人之一。2010年，《滚石》杂志在“史上最伟大的歌手”榜单上将其列为第61位。他还是一位演员和电影制片人。

## 早年经历
1944年3月1日，罗杰·多特里出生于英国西伦敦东阿克顿的汉默史密斯医院。他曾先后就读于维多利亚小学(Victoria Junior Boy's School)与阿克顿文法学校(Acton County Grammar School)，最终以被开除结束了他的学业生涯。

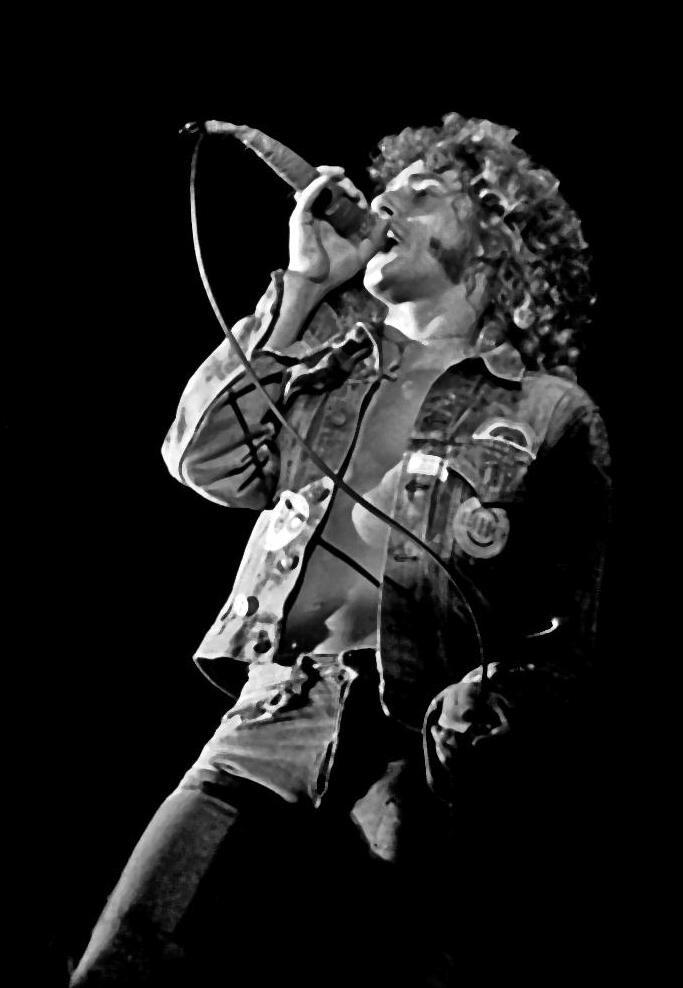
70年代的罗杰·多特里

在校友兼日后的队友皮特·汤申德(Pete Townshend)的自传中，多特里在阿克顿文法学校就读期间既是个受到老师尊重的好学生，又是横行一时的校园恶霸。这与多特里本人的描述恰恰相反。刚入学时，他因陌生的环境、瘦弱的体格、与同学的阶级差异而在学校里格格不入，常受到高年级同学的欺负。他因此独自逃学，甚至产生自杀的念头。但渐渐地，他学会了反击与自卫。他自称从不主动招惹麻烦，只是会在察觉到要被冒犯时第一个动手。与此同时，他蔑视学校的规则，吸烟、旷课、在课堂上捣乱，还为同学改拆学校制服，每件收取一先令。据他本人看来，虽然之前的劣迹大概都被学校记录在案，但压死骆驼的最后一根稻草是他违规携带气枪入校。他的朋友往墙上开枪，而子弹却被墙弹回，打中了另一位朋友的一只眼睛，导致那只眼睛失明。作为始作俑者，他被学校开除。在他正走出校长凯博怀特先生办公室时，这位校长先生说了一句影响多特里人生选择的话：“多特里，你这辈子将一事无成。”
被学校开除后，他很快就在职业介绍所找到了一份建筑工地上的工作，后又到钣金工厂打工，在那里做过茶童、文件整理员和钣金工人。

## 音乐生涯

### 从迂回、高数再到谁人乐队
同当时的许多英国青少年一样，多特里深受美国音乐感染。在爵士乐歌手朗尼·多尼根的影响下，他在1956年的夏天开始制作人生第一把吉他，转年就与好友一起组建了一支乐队，担任主音吉他手，从演奏爵士乐发展到演奏当时的一切热门歌曲。1959年，多特里仿制了一把Fender吉他并用其与伙伴演奏，谁人乐队的前身“迂回”(The Detours)成立。两年后，多特里偶遇了背着一把自制贝斯的校友约翰·恩特维斯托(John Entwistle)，说服其加入“迂回”。不久，正在伊灵艺术学校就读的皮特·汤申德在约翰的引荐下也加入了乐队。多特里白天在钣金工厂做工，晚上与乐队在酒吧与俱乐部演出。多特里因工作的特殊性手指受伤，以致无法弹奏吉他。在前主唱科林因个人原因离开“迂回”后，多特里正式成为乐队的主唱。1964年，乐队他们发现和另一个乐队重名了。由此，成员们开始讨论改名事宜。 汤申德建议用"头发(The Hair)"，汤申德的室友理查德 · 巴恩斯建议用"谁人(The Who) "。第二天早上，多特里作为乐队领袖做了决定："It's the Who, innit?"
当时，多特里随乐队在格林福德的奥德菲尔德酒店、阿克顿的怀特哈特酒店、谢泼德布什的戈尔德霍克社交俱乐部和莱斯特广场的圣母大厅等场地都有固定演出。随着凯斯·穆恩取代道格·桑顿成为乐队的鼓手，乐队确定了四人的经典阵容。同年，经纪人彼得·梅登(Peter Meaden)发掘了他们，将他们重新命名为"高数"乐队。他们在Fontana唱片公司发行了一首单曲"I'm the Face / Zoot Suit"。 这支单曲在商业上并不成功。此后，乐队又重新自称为谁人乐队。 多特里随乐队开始改善舞台形象，他发展了自己独特的技巧，将麦克风的引线像套索一样旋转起来。梅登的经理职位被基特·兰伯特和克里斯·斯坦普两位电影制作人取代。
随着1965年初该乐队的第一首热门单曲《我无法解释》(I Can't Explain)和唱片合约的签订，汤申德开始创作歌曲，多特里在乐队中的主导地位开始下降。乐队的第二首单曲《Anyway,Anyhow,Anywhere》是多特里和汤申德合作的唯一一首歌。多年来，多特里只为乐队写了除此之外的两首歌。 随着汤申德的创作才能日益显露，多特里逐渐地接受并理解了他作为谁人乐队主唱的职责：让他的声音与表演成为汤申德传递心声的载体。在乐队突破性的单曲《我这一代》(My Generation)中，多特里以口吃式唱法表达当时年轻人的愤怒、沮丧和傲慢，捕捉了上世纪60年代世界各地许多年轻人的革命感受，并使其成为乐队的标志。
乐队的其他成员于1965年将多特里开除出乐队，因为多特里殴打了鼓手凯斯·穆恩。穆恩、汤申德和恩特维斯托在那年的北欧巡演时服用大量安非他命类药物，致使演出无法进行，场地内爆发了巨大的骚乱。多特里趁乱回到后台，将穆恩行李箱内私藏的毒品扔进厕所销毁。而随后到来的穆恩发现了此事，遂引发了两人间的斗殴。自此，多特里开始重新审视自己与人打交道的方式，并着手再组建一支灵魂乐乐队。但没多久，多特里背谁人乐队召回，条件是他要保证不再与其他人有任何暴力冲突，而其他人也与多特里在毒品问题上达成了一致：在台上务必保持清醒的状态，确保演出质量。尽管多特里最终回到了乐队，但这次事件的后续阴影一直在接下来的几年伴随着他。
汤米时代(1969)见证了多特里作为一个歌手的巨大成熟。 他在1969年伍德斯托克音乐节上一头金色卷发、身着流苏山羊皮夹克并裸露胸部的造型成为摇滚历史上著名的性感符号。多特里作为歌手的成熟在专辑《谁是下一个》中表现得最为明显，无论是在《蓝眸之后》和《一曲终了》的美妙旋律中，还是在《不再被愚弄》结尾高潮时的痛苦尖叫中。随着乐队一个又一个具有里程碑意义的专辑相继发行，多特里成为谁人这一自诩新一代终极反叛者乐队的门面。当乐队的其他成员在为《四重人格》(Quadrophenia)录音时，多特里利用这段时间翻检谁人乐队的账目。 他发现，在基特·兰伯特(Kit Lambert)和克里斯·斯坦普(Chris Stamp)的管理下，他们财务一片混乱。 由于罗杰的发现，乐队更换了经纪人。在"四重人格“巡演排练时(当事人声称这次事件被夸大了) ，汤申德和多特里发生了争执。 酒醉的汤申德试图用他的Les Paul吉他击打多特里的头部，而多特里一拳将汤申德击昏。
演唱《汤米》系列歌曲时，多特里就已成为了汤米 · 沃克(Tommy Walker)——皮特·汤申德想象中的聋哑盲童，因此，他自然而然地出演了1975年由肯·罗素执导的同名电影并因此获得金球奖提名，还于同年4月10日登上了滚石杂志封面。
1975年秋，谁人发行了 《谁人序列（The Who By Numbers）》，多特里演唱了七首歌。 1975至1976年间乐队为宣传这张专辑而进行的巡演被他评价为“回归本来”。1978年夏天，The Who 发行了专辑《你是谁（Who Are You）》，多特里唱了七首歌。多特里的演唱极具震撼力，又不失尖酸刻薄。1978年9月8日，鼓手凯思 · 穆恩去世，年仅32岁。他深陷悲痛。皮特·汤申德日后在自传中回忆道，在穆恩的葬礼上，多特里“看起来是最悲伤的一个”。1979年，多特里与乐队成员继续上路巡演。 在辛辛那提的一场演唱会上，歌迷为了争抢前排位置发生了踩踏事故，导致11人死亡。得知这一惨剧时，多特里当场落泪。 
乐队在穆恩去世后发行的两张专辑反响平平。1983年，汤申德上门拜访多特里并表明心迹，得到多特里的同意后，谁人乐队解散。 

### 个人发展
罗杰·多特里至今已发行了9张个人录音室专辑。1973年，多特里开始了他的单飞生涯，当时他在英国首屈一指的流行音乐电视节目 BBC 的 Top Of The Pops 中，推广单曲"Giving It All Away"，这首歌在英国排行榜上名列第五。 这是他同年发行的第一张个人专辑《多特里》(Daltrey)中的一首歌曲。在这张专辑中，内页摄影展示了一幅与水仙神话有关的错视画，因为多特里在水中的倒影与他真实的外貌不同。
随后他又发行了第二张专辑Ride a Rock Horse(1975)。这是他商业上第二成功的个人专辑。 该杂志的封面由多特里的表兄格拉汉姆·休斯拍摄，他将多特里描绘成一个狂野的半人马。保罗·麦卡特尼为多特里的第三张专辑One Of The Boys(1977)献上了新歌Giddy，录音室的乐队成员包括汉·马文、阿尔文·李和米克·龙森(Mick Ronson)。 在这张专辑的封面上，另一个视觉把戏是与多特里的镜像，参考了勒内·马格里特(René Magritte)的名画《不可复制》(Not to be Reproduced)。第四张专辑McVicar(1980)被宣传为同名电影的配乐专辑，这部电影由多特里主演，同时他也是该片的制片人。McVicar包括两首热门单曲,"Free Me"和"Without Your Love"。第五张专辑Parting Should Be Painless(1984)受到了不少负评，它是多特里当时最既不叫好也不畅销的录音室专辑。 这张专辑表达了他在谁人乐队解散后的沮丧情绪。在音乐方面，根据多特里的说法，这张专辑覆盖了他希望谁人乐队追求的领域。
第六张专辑Under A Raging Moon(1985)的主打歌曲是前谁人乐队鼓手凯斯·穆恩(Keith Moon)的纪念作品。穆恩于1978年去世，当时年仅32岁。 在他的下一张专辑Rocks in the Head中，多特里丰富多变的演唱风格被体现得淋漓尽致。 这也是他尝试成为歌曲创作者的一次重大努力。
1994年，多特里在卡内基音乐厅(Carnegie Hall)举行了两场演出(2月23日和24日) ，庆祝自己的50岁生日。这两场演出后来以CD和DVD的形式发行，名为《庆典: 皮特·汤申德与谁人乐队的音乐》(A Celebration: The Music of Pete Townshend and The Who)，有时也被称为"Daltrey Sings Townshend"。这两场演出的成功导致了同名的美国巡演，皮特·汤申德的弟弟西蒙担任主音吉他手，每场演出的上半场由Phil Spalding担任贝斯手，下半场由约翰·恩特维斯托演奏。
多特里还参与了其他一些个人项目，包括1998年与英国摇滚交响乐团的巡演，以及2005年的逍遥之夜。 在最后一场音乐会上，多特里还与摇滚梦幻营合作，为许多慈善机构筹集资金。 2005年，多特里在英国广播公司广播二台播出了一个每周一次的短片系列，展示了他个人喜欢的摇滚乐。

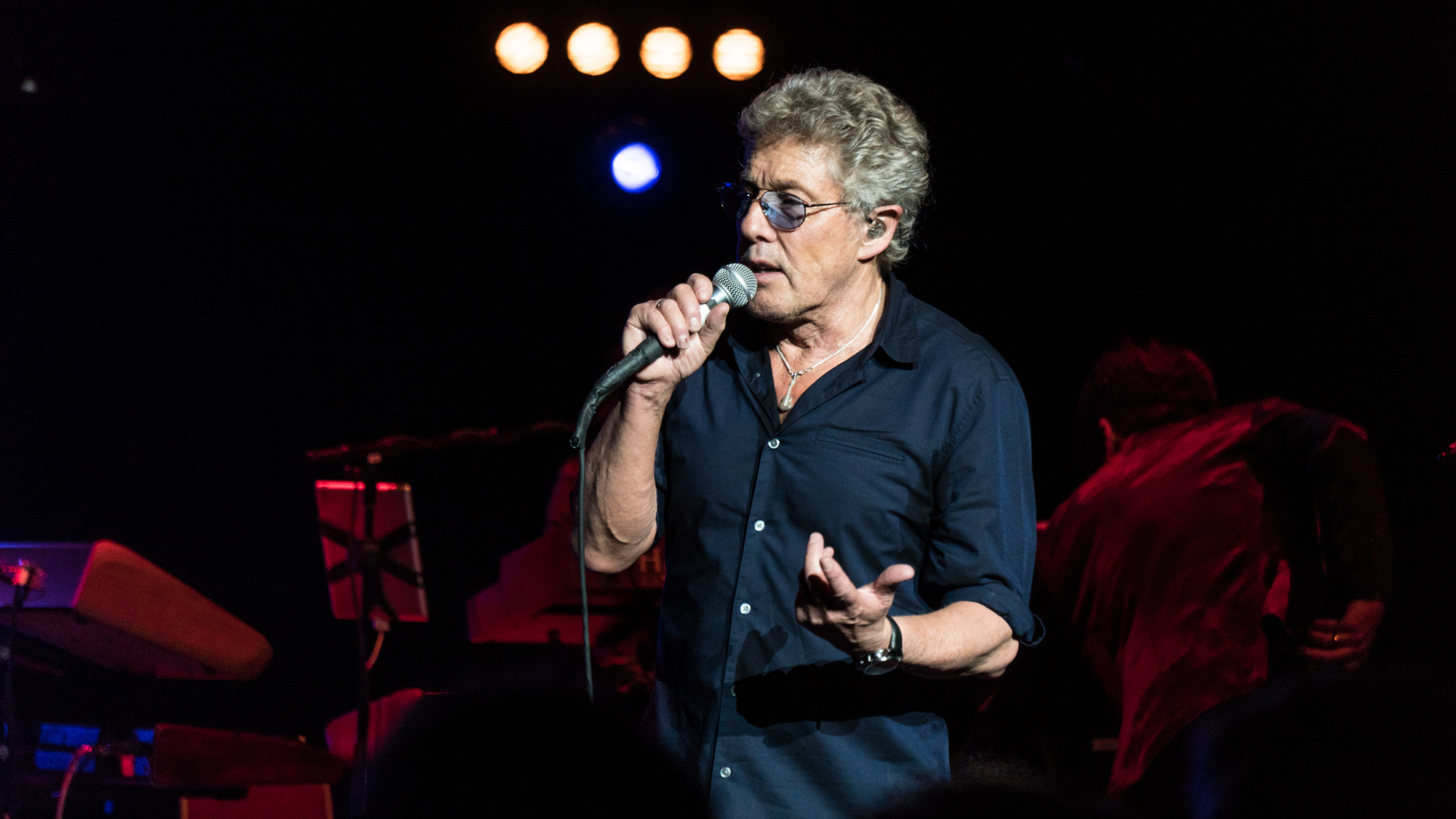
2018年青少年癌症信托基金慈善演出

2009年10月10日，多特里开始了在美国和加拿大的个人巡演，正式命名为"使用它或失去它"巡演，与他称之为"没有B计划"的新巡演乐队一起在艾伦 · 蒂奇马什秀上演出。乐队成员包括西蒙 · 汤申德(Simon Townshend)，弗兰克 · 西梅斯(Frank Simes)，乔恩 · 巴顿(Jon Button)和罗伦 · 金(Loren Gold)。
2015年，多特里为美国青少年癌症信托基金翻唱了皮特 ·汤申德的歌曲"Let My LoveOpen theDoor"并于2016年2月发布了完整的版本，这首单曲所有收益都捐给了美国青少年癌症信托基金。
2018年3月15日，多特里宣布他的新专辑As Long As I Have You将在6月1日发行。该专辑由Dave Eringa制作，是他26年来的首张个人专辑。 2018年4月13日，他出现在BBC One的《格拉汉姆诺顿秀》上，宣传这张专辑中的单曲。

## 专辑
- Daltrey （1973年）
- Ride a Rock Horse（1975年）
- One of the Boys （1977年）
- McVicar （1980年）
- Parting Should Be Painless（1984年）
- Under a Raging Moon（1985年）
- Can't Wait to See the Movie（1987年）
- Rocks in the Head（1992年）
- A Celebration: The Music of Pete Townshend and The Who （1994年）
- Going Back Home （2014年） *与威科·约翰逊合作
- As Long As I Have You（2018年）
- The Who's Tommy Orchestral（2019年）

## 影视作品
多特里曾出演大量的广告、电视节目和电影。 以下简单列举了他参演的电影和电视作品:
| 剧名                                   | 年份 | 角色                                   |
| -------------------------------------- | ---- | -------------------------------------- |
| 冲破黑暗谷 Tommy                       | 1975 | Tommy Walker                           |
| 李斯特狂 Lisztomania                   | 1975 | Franz Liszt                            |
| 遗产The Legacy                         | 1978 | Clive Jackson                          |
| 麦克维卡McVicar                        | 1980 | John Mcvicar                           |
| 错中错The Comedy of Errors             | 1983 | Dromio of Ephesus / Dromio of Syracuse |
| 乞丐歌剧 The Beggar's Opera            | 1983 | Jonathan Miller                        |
| Pop Pirates                            | 1984 | Producer                               |
| Murder: Ultimate Grounds for Divorce   | 1984 | Roger Cunningham                       |
| 卖火柴的小女孩                         | 1987 | Jebb Macklin                           |
| Gentry                                 | 1987 | Colin                                  |
| The Hunting of the Shark               | 1987 | The Barrister                          |
| Cold Justice                           | 1989 | Keith Gibson                           |
| 三便士歌剧 Mack the Knife              | 1989 | Street Singer                          |
| Forgotten Prisoners: The Amnesty Files | 1990 | Howard                                 |
| 勇闯魔鬼城 If Looks Could Kill         | 1991 |                                        |
| Buddy's song                           | 1991 | Terry                                  |
| 神枪大盗 Lightning Jack                | 1994 | John T. Coles                          |
| 太空吸血鬼Vampirella                   | 1996 | Vlad / Jamie Blood                     |
| 拳师禁恋 Like it is                    | 1998 | Kelvin                                 |
| Dark Prince: The True Story of Dracula | 2000 | King Janos                             |
| Best                                   | 2000 | Rodney Marsh                           |
| 浪漫先生Chasing Destiny                | 2001 | Nehemiah Peoples                       |
| 杀人网络.com for Murder                | 2002 | Ben                                    |
| Strange Frequency 2                    | 2002 | Host / Devil                           |
| Trafalgar Battle Surgeon               | 2005 | Loblolly Boy                           |
| Johnny Was                             | 2006 | Jimmy                                  |

| 剧名                                           | 年份 | 角色                   |
| ---------------------------------------------- | ---- | ---------------------- |
| The Max Headroom Show                          | 1985 |                        |
| Buddy                                          | 1986 | Terry Clark            |
| The Little and Large Show                      | 1986 |                        |
| Crossbow                                       | 1987 | Francois Arconciel     |
| How to Be Cool                                 | 1988 | Cashman                |
| 夜鹰热线 Midnight Caller                       | 1991 | Danny Bingham          |
| 魔界奇谭 Tales From the Crypt                  | 1993 | Dalton                 |
| Lois & Clark: The New Adventures of Superman   | 1996 | Taz                    |
| 海盗奇闻 Priate Tales                          | 1997 | William Dampier        |
| 旅行者 Sliders 第一季                          | 1997 | Col. Angus Rickman     |
| 高地人 Highlander 第一季                       | 1998 | Hugh Fitzcairn         |
| Rude Awakening                                 | 1999 | Nobby Clegg            |
| 魔幻帝国 The Magical Legend of the Leprechauns | 1999 | King Boric             |
| 警务风云 The Bill                              | 1999 | Larry Moore            |
| 辛普森一家第十二季                             | 2000 | Roger Daltrey(voice)   |
| 魔女之刃Witchblade第一季                       | 2001 | Father Del Toro        |
| 魔女之刃Witchblade第二季                       | 2002 | Madame Sesostris       |
| 70年代秀 第四季                                | 2002 | Mr. Wilkinson          |
| 犯罪现场调查 第七季                            | 2006 | Mickey Dunn            |
| The Last Detective                             | 2007 | Mick Keating           |
| 童话镇                                         | 2012 | The Caterpillar(voice) |

## 奖项与成就
| 国家荣誉     | 国家荣誉 | 国家荣誉                                                  |
| ------------ | -------- | --------------------------------------------------------- |
| 2004         | 英国     | 大英帝国司令勋章(CBE)                                     |
| 2008         | 美国     | 肯尼迪中心荣誉奖                                          |
| 音乐贡献奖项 |          |                                                           |
| 1990         | 美国     | 摇滚名人堂(作为谁人乐队成员)                              |
| 2001         | 美国     | 第43届格莱美奖终身成就奖（作为谁人乐队成员）              |
| 2005         | 英国     | 英国音乐名人堂                                            |
| 2005         | 英国     | Gold Badge Awards                                         |
| 2009         | 爱尔兰   | 詹姆斯·乔伊斯奖                                           |
| 2011         | 德国     | 史泰格奖                                                  |
| 2011         | 英国     | 经典摇滚荣誉奖-经典专辑奖（四重人格Quadrophenia)          |
| 2012         | 英国     | 密德萨斯大学荣誉学位                                      |
| 2015         | 英国     | 英国蓝调大奖-最佳蓝调专辑奖（Going Back Home）            |
| 2016         | 英国     | 第25届Music Industry Trusts Awards                        |
| 2018         | 英国     | 皇家阿尔伯特音乐厅之星                                    |
| 慈善事业表彰 |          |                                                           |
| 2003         | 美国     | 时代杂志人道主义奖                                        |
| 电影奖项     |          |                                                           |
| 1976         | 美国     | 金球奖-Best Acting Debut in a Motion Picture-Male（提名） |

## 社会活动
多特里认为，青少年癌症患者不应因其患病就丧失了享受青春年华的权利。他是英国青少年癌症基金会的长期赞助者。2000年，道崔启动了青少年癌症基金会慈善演唱会系列。他在2000年, 2002年, 2004年, 2007年，2010年，2015年，2016年和2017年作为谁人乐队成员进行了演出，在2011年和2018年以个人名义进行了演出。每年的演出已经筹集了超过2000万英镑。 
在英国青少年癌症基金会工作了十多年后，多特里决定在2012年把这份激情带到大西洋彼岸，改善美国青少年癌症患者的生活。多特里和皮特·汤申德在洛杉矶加州大学雷根医院发起了Daltrey/Townshend青少年癌症基金项目，该项目由二人创立的慈善机构美国青少年癌症基金会资助。罗伯特 · 普朗特和戴夫 · 格罗尔也出席了发布会。多特里还宣布，他个人巡演的部分票房收入将用于资助青少年癌症康复中心。目前，基金会已在全美拥有21家合作机构。

## 个人生活
罗杰·多特里有过两段婚姻。 1964年，他与杰姬·瑞克曼结婚，育有一子西蒙，两年后便分道扬镳。1967年，他与瑞典模特伊丽莎白 · 阿隆森有染，生下了另一个儿子马蒂亚斯。 1968年，他邂逅了美国模特希瑟 · 泰勒(Heather Taylor) 。他们于1971年结婚，育有三个孩子: 女儿 萝丝·丽（Rosie Lea，生于1972年)和 薇洛·艾梅伯（Willow Amber，生于1975年) ，儿子杰米（Jamie，生于1981年)。1994年3月1日，即多特里50岁生日的那一天，他收到了一封信，写信的女子自称是他的女儿。 几年之内，他又遇到了两个在60年代后期出生的女儿。 这三个女孩在遇到她们的亲生父亲之前都是被收养长大的。多特里称，他的妻子希瑟也欢迎这三个女儿加入他们的大家庭。 除了8个孩子，道崔还有十五个孙子。 
1978年，在录制谁人的专辑期间，多特里做了喉部手术，去除了感染后的结节。 在2009年的一次巡演中，他开始发现很难达到高音。 2010年12月，他被诊断为声带发育不良并进行了激光手术，以切除可能的癌前病变。尽管手术成功， 多特里仍需要定期检查以控制他的病情。 
2019年乐队巡演时，来自观众的二手大麻烟影响了他的表演。他暂停了音乐会，要求观众不要吸大麻。乐队成员皮特·汤申德甚至威胁说，如果他们不听从，他就停止演出。多特里声称他从未服用过烈性毒品。